# Martin von Neugebauer
Martin von Neugebauer (* 23. Oktober 1670 in Danzig; † 1758 in Stralsund) war ein schwedischer Diplomat und Kanzler in Schwedisch-Pommern.
Martin Neugebauer war der Sohn eines gleichnamigen Danziger Kaufmanns, seine Mutter hieß Maria Block. In seiner Jugend widmete er sich den Wissenschaften und besonders den Sprachen. 1699 erhielt er eine Anstellung als Privatlehrer des Zarewitsch Alexei von Russland, in der er bis 1703 tätig war. 1704 trat er als Volontär in die schwedische Armee ein.  Später wurde er zum Kammerherrn ernannt. 1709 wurde er zunächst nach Bender und anschließend
zur Hohen Pforte nach Istanbul geschickt. Dort sollte er zusammen mit Stanisław Poniatowski für den schwedischen König Karl XII. über ein Bündnis mit dem Osmanischen Reich gegen das russische Reich verhandeln. Der König ernannte ihn zum außerordentlichen Gesandten, um ihm den Zutritt zum Hof des Sultans Ahmed III. zu ermöglichen.
Am 15. September 1709 wurde Neugebauer in den schwedischen Adelsstand erhoben. Ab 1711 war er Regierungsrat in Bremen, dann ab 1728 Kanzler in Schwedisch-Pommern. 1732 wurde er in den schwedischen Freiherrnstand erhoben. Zum Ritter des Nordstern-Ordens wurde er 1748 ernannt.
Er starb 1758 unverheiratet in Stralsund und wurde dort in der Marienkirche beigesetzt.